# Lex Pysslingen
Lex Pysslingen är det vardagliga namnet på en tidigare svensk lag som förbjöd statsbidrag till daghem som drevs i aktiebolagsform med vinstsyfte. Lagen stiftades av riksdagen i juni 1984. Lagen avskaffades av regeringen Carl Bildt 1992. 
Namnet kommer från Pysslingen Förskolor och Skolor AB, ett företag som startades i slutet av 1983 och blev det första att bedriva privat barnomsorg i Sverige på 1980-talet. I mitten av 1980-talet rasade en politisk strid runt Pysslingen, som exponent för privat daghemsdrift. I striden deltog många högt profilerade socialpolitiker, bland andra framträdande socialdemokrater som Lisbeth Palme, socialminister Sten Andersson och statsrådet Bengt Lindqvist, finansborgarrådet i Stockholm John-Olle Persson –  de var alla uttalade motståndare till privat daghemsdrift. De stöddes av fackförbunden TCO och Kommunal.
Motståndarna av statsbidrag till privata daghem hävdade att inslag av vinstintresse skulle skada kvaliteten. Att tjäna pengar på barnomsorg framställdes av flera debattörer som cyniskt. 
Finansministern Kjell-Olof Feldt, som inte var uttalat negativ till privat daghemsdrift, ansåg att driftsformen inte var avgörande för tjänsternas kvalitet.